# Kurevere (Kiili)
Kurevere is een plaats in de Estlandse gemeente Kiili, provincie Harjumaa. De plaats heeft de status van dorp (Estisch: küla).

## Bevolking
Het dorp had 28 inwoners op 31 december 2011 en 33 inwoners op 31 december 2021.